# Stelis minima
Stelis minima là một loài ong trong họ Megachilidae. Loài này được Schenck miêu tả khoa học đầu tiên năm 1861.